# Liste der Naturdenkmale in Rosenthal-Bielatal
Die Liste der Naturdenkmale in Rosenthal-Bielatal nennt die Naturdenkmale in Rosenthal-Bielatal im sächsischen Landkreis Sächsische Schweiz-Osterzgebirge.

## Definition
„Naturdenkmäler sind rechtsverbindlich festgesetzte Einzelschöpfungen der Natur oder entsprechende Flächen bis zu fünf Hektar, deren besonderer Schutz erforderlich ist
1. aus wissenschaftlichen, naturgeschichtlichen oder landeskundlichen Gründen oder
2. wegen ihrer Seltenheit, Eigenart oder Schönheit.“

„§ 18 – Naturdenkmäler – (zu § 28 BNatSchG)
(1) Die Erklärung nach § 22 Abs. 1 BNatSchG von Teilen von Natur und Landschaft als Naturdenkmal erfolgt durch Rechtsverordnung oder Einzelanordnung.
(2) Über § 28 Abs. 1 BNatSchG hinaus können Naturdenkmäler zur Sicherung von Lebensgemeinschaften oder Lebensstätten von im Bestand gefährdeten oder streng geschützten Arten festgesetzt werden.“

## Liste
Link zu einem Kartenansichtstool, um Koordinaten zu setzen.
| Bild                          | Bezeichnung                  | Lage | Beschreibung | Datum                                     | Nummer  |
| ----------------------------- | ---------------------------- | --- | --- | ----------------------------------------- | ------- |
| BW                            | Eishöhle im Bielatal         | Rosenthal oberes Bielatal, südlich der Bielatal-Hütte (50° 49′ 46,9″ N, 14° 3′ 20,4″ O)                                     | |                                           | SSZ 021 |
| mehr Fotos \| Fotos hochladen | Fuchsteich                   | Rosenthal Fuchsbachtal (50° 49′ 40,1″ N, 14° 6′ 3″ O)                                                                       | Ehemaliger Flößerteich an der heutigen deutsch-tschechischen Staatsgrenze und im Übergangsbereich von der Sächsischen zur Böhmischen Schweiz - Alter: angelegt im 16. Jahrhundert Jahre | wasser- und forstwirtschaftliches Denkmal | SSZ 045 |
| BW                            | Alte Grube der Ziegelei Raum | Raum südlich des Harthenbergs (50° 51′ 47,2″ N, 14° 1′ 34,5″ O)                                                             | |                                           | SSZ 076 |
| mehr Fotos \| Fotos hochladen | Wildapfel oberhalb Hermsdorf | Hermsdorf nahe der Hohen Straße unweit des Ortseingangs von Rosenthal-Bielatal OT Hermsdorf (50° 52′ 32,2″ N, 14° 2′ 12″ O) | einzelner Baum an einem land- und forstwirtschaftlichen Fahrweg (Abbildung: 2021) | 1, 3                                      | ssz 085 |

Das Nummernschema des Landkreises unterscheidet
- Einzelnaturdenkmal = Kleinbuchstaben (ssz 001 Winterlinde in Neustadt; …)
- Flächennaturdenkmal = Großbuchstaben (SSZ 001 Erlpeterquelle Pirna; …)